# Monolito di Murray
Il monolito di Murray è una sezione staccata del Monte Torlyn, nella Terra di Mac. Robertson, in Antartide. È situato 6 km a est del simile monolito di Scullin.
Il monolito fu individuato per la prima volta nel gennaio 1930 durante un volo aereo nel corso della Spedizione BANZARE, una spedizione di ricerca antartica condotta in comune da britannici, australiani e neozelandesi e guidata dall'esploratore australiano Douglas Mawson. Mawson ne assegnò il nome in onore di George Murray, giudice supremo della corte dell'Australia Meridionale, cancelliere dell'Università di Adelaide e finanziatore della spedizione.

## Conservazione
Essendo tra le poche aree prive di ghiaccio nella costa dell'Antartico orientale, nei due contigui monoliti di Scullin e Murray si trova la più alta concentrazione di uccelli marini dell'Antartico orientale, che comprende almeno 160 000 coppie di petrello antartico e 70 000 coppie di pinguini della specie pigoscelide di Adelia. Queste specie sono protette dal Trattato Antartico e l'area è stata designata come Area Specialmente Protetta dell'Antartide (codice ASPA 164).